# Сазерленд-Левесон-Гоуэр, Джордж, 2-й герцог Сазерленд
Джордж Гренвилл Сазерленд-Левесон-Гоуэр, 2-й герцог Сазерленд (англ. George Sutherland-Leveson-Gower, 2nd Duke of Sutherland; 8 августа 1786 — 27 февраля 1861) — британский аристократ, пэр и политик из семьи Левесон-Гоуэр. Он именовался виконтом Трентамом с 1786 по 1803 год, графом Гоуэр с 1803 по 1833 год, маркизом Стаффордом в 1833 году.

## Титулатура
5-й барон Гоуэр из Ститтенхема, Йоркшир (с 25 ноября 1826 года), 2-й герцог Сазерленд (с 19 июля 1833), 4-й виконт Трентам из Трентама, Стаффордшир (с 19 июля 1833), 4-й граф Гоуэр (с 19 июля 1833), 3-й маркиз Стаффорд (с 19 июля 1833), 9-й баронет Гоуэр (с 19 июля 1833), 20-й граф Сазерленд (с 29 января 1839 года).

## Ранняя жизнь
Сазерленд-Левесон-Гоуэр родился в Портленд-Плейс, Лондон, 8 августа 1786 года. Его крестили в приходской церкви Сент-Марилебон. Старший сын Джорджа Левесона-Гоуэра, 1-го герцога Сазерленда (1758—1803), и его жены Элизабет Сазерленд, графини Сазерленд (1765—1839).
С 1798 по 1803 год Джордж Гренвилл Сазерленд учился в школе Харроу, затем поступил в Крайст-черч (Оксфордский университет), где получил степень бакалавра в 1806 году и степень магистра в 1810 году. В 1841 году он получил степень доктора философии в том же университете.
В 1806—1808 годах граф Гоуэр путешествовал по Пруссии и России. Во время прусской кампании против французских войск Наполеона он провел некоторое время в генеральном штабе пруссаков.

## Карьера
Вернувшись из Европы, граф Гоэр в 1808 году вступил в Палату общин Великобритании в качестве члена парламента от корнуоллского гнилого района Сент-Моуз (1808—1812). В 1812 году был избран в Палату общин от стаффордширского округа Ньюкасл-андер-Лайм (1812—1815), в 1815 году когда он стал одним из депутатов от графства Стаффордшир (1815—1820).
Он также был лордом-лейтенантом графства Сазерленд в 1831—1861 годах, был назначен верховным управляющим графства Стаффорд в 1833 году и был лордом-лейтенантом Шропшира с 1839 по 1845 год. В 1841 году он был назначен кавалером Ордена Подвязки.

## Крикет
Герцог Сазерленд был активным первоклассным игроком в крикет в 1816 году, когда он играл за Марилебонский крикетный клуб и команду, организованную Эдвардом Хейвордом Баддом, в общей сложности в трех матчах.

## Пэр
Его отец Джордж Гренвилл Левесон-Гоуэр скончался в 1833 году, всего через шесть месяцев после того, как король Великобритании Вильгельм IV провозгласил его герцогом Сазерлендским за поддержку Закона о реформе 1832 года, и поэтому этот новый титул перешел к его старшему сыну. Его мать Элизабет Гордон, которая была 19-й графиней Сазерленд в своем собственном праве, умерла в 1839 году, и поэтому её древний шотландский титул перешел к Джорджу, который также стал 20-м графом Сазерлендом. В результате эти два титула были объединены в одном лице до 1963 года. Именно 2-й герцог Сазерленд принял дополнительную фамилию Сазерленд, так что его фамилия стала Сазерленд-Левесон-Гауэр.

## Личная жизнь

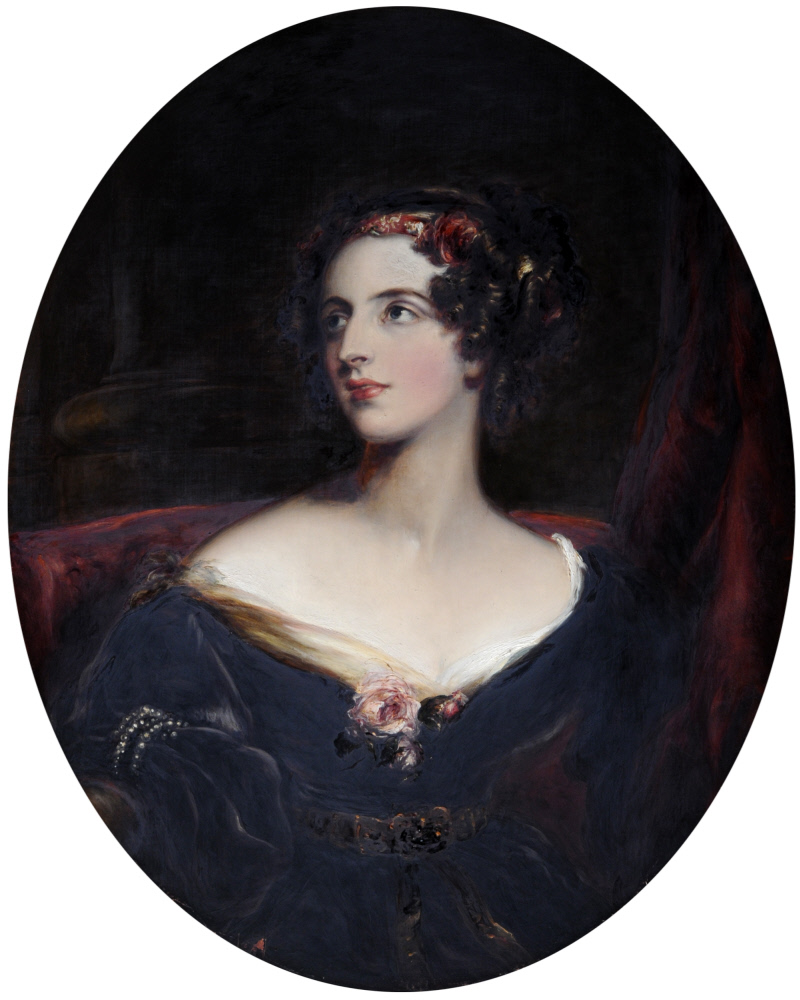
Гарриет Сазерленд-Левесон-Гоуэр, герцогиня Сазерлед

28 мая 1823 года Джордж Сазерленд женился на леди Гарриет Элизабет Джорджиане Говард (21 мая 1806 — 27 октября 1868). Леди Гарриет была дочерью Джорджа Говарда, 6-го графа Карлайла, и леди Джорджианы Кавендиш, дочери знаменитой Джорджианы, герцогини Девонширской. У супругов было одиннадцать детей, семи дочерей и четырёх сыновей:
- Леди Элизабет Джорджиана Сазерленд-Левесон-Гоуэр (30 марта 1824 — 25 мая 1878), которая в 1844 году вышла замуж за Джорджа Дугласа Кэмпбелла, 8-го герцога Аргайла
- Леди Эвелин Сазерленд-Левесон-Гоуэр (8 августа 1825 — 24 ноября 1869), которая вышла замуж в 1843 году за Чарльза Стюарта, 12-го лорда Блантайра.
- Леди Каролина Сазерленд-Левесон-Гоуэр (15 апреля 1827 — 13 мая 1887), которая вышла замуж в 1847 году за Чарльза Фицджеральда, 4-го герцога Лейнстера
- Джордж Сазерленд-Левесон-Гоуэр, 3-й герцог Сазерленд (19 декабря 1828 — 22 сентября 1892), женившийся на Энн Хей-Маккензи[6].
- Леди Бланш Джулия Сазерленд-Левесон-Гоуэр (1830—1832), умершая в младенчестве.
- Лорд Фредерик Джордж Сазерленд-Левесон-Гоуэр (11 ноября 1832 — 6 октября 1854), умерший холостым.
- Леди Констанс Гертруда Сазерленд-Левесон-Гоуэр (16 июня 1834 — 19 декабря 1880), которая вышла замуж за Хью Гровенора, 1-го герцога Вестминстерского
- Леди Виктория Сазерленд-Левесон-Гоуэр (1838—1839), умершая в младенчестве.
- Лорд Альберт Сазерленд-Левесон-Гоуэр (21 ноября 1843 — 23 декабря 1874), который женился в 1872 году на Грейс Абди, дочери сэра Томаса Невилла Абди, 1-го баронета (1810—1877).
- Лорд Рональд Чарльз Сазерленд-Левесон-Гоуэр (2 августа 1845 — 9 марта 1916), умерший холостым.
- Леди Александрина Сазерленд-Левесон-Гоуэр (1848—1849), умершая в младенчестве[7].

Он был увлеченным коллекционером книг и одним из основателей Роксбургского клуба в 1812 году. Он был попечителем Национальной галереи с 1835 года и Британского музея с 1841 года до своей смерти, а также назначен комиссаром по изобразительным искусствам в 1841 году.
Герцог Сазерленд умер в возрасте 75 лет в Трентам-Холле в Стаффордшире, одном из своих английских особняков, после продолжительной болезни.

## Строительные проекты
Сазерленд был частично глухим и поэтому решил не играть очень активной роли в политике, которая была дорогой, хорошо проторённой его современными сверстниками. Вместо этого он тратил свою энергию, тратя часть своего огромного богатства, которое он унаследовал от своего отца, на улучшение своих домов. В 1845 году он нанял сэра Чарльза Бэрри, чтобы сделать обширные изменения в замке Данробин. Барри превратил это место в 189-комнатный герцогский дворец, который мы видим сегодня. В дополнение к Данробину герцог также приказал Барри полностью перестроить свою стаффордширскую резиденцию Трентам-холл, Кливден-хаус в Бакингемшире и фамильный особняк в Лондоне, Стаффорд-хаус, который был самым ценным частным домом во всем Лондоне.

## Потомки
Очень большая часть современной английской аристократии происходит от 2-го герцога Сазерленда. Благодаря бракам своих дочерей он является предком нынешних герцогов Гамильтон и Брендон, Аргайл, Роксбург, Нортумберленд, Лейнстер и Вестминстер, нынешних маркизов Хартфорд и Лондондерри, нынешних графов Селкирк, Личфилд и Кромарти, нынешнего виконта Дилхорн и многих других. Его мужская линия вымерла после смерти его правнука, 5-го герцога Сазерленда в 1963 году, и титул перешел к Джону Эгертону, потомку брата 2-го герцога Фрэнсиса, который не был потомком 2-го герцога (хотя его жена Диана была потомком). Нынешняя графиня Сазерленд — прямой потомок 2-го герцога Сазерленда. Он также был предком покойной герцогини Бофор, но не нынешнего герцога Бофора. Другие известные потомки включают натуралиста Гэвина Максвелла и шпионку Элизу Мэннингем-Буллер.